# Phaolô Lê Đắc Trọng
Phaolô Lê Đắc Trọng (* 15. Juni  1918 in Kim Lam; † 7. September 2009 in Hanoi) war ein Weihbischof im Erzbistum Hanoi. 

## Leben
Phaolô Lê Đắc Trọng studierte von 1940 bis 1948 am Universitätsseminar Xuan Bich in Liễu Giai im Distrikt Ba Đình bei Hanoi. Er empfing am 1. April 1948 die Priesterweihe für das Erzbistum Hanoi. 1950 wurde er Rektor des vietnamesischen Seminars Le Bao Tinh. 1952 wurde er an das Diözesangericht in Hanoi berufen. 1953 wurde er Leiter der Pfarrei Nam Định. Von 1991 bis 1994 war er Professor am  St. Joseph Seminar in Hanoi.
Papst Johannes Paul II. ernannte ihn 1994 zum Titularbischof von Igilgili und bestellte ihn zum Weihbischof in Hanoi. Der Erzbischof von Hanoi, Paul Joseph Phạm Đình Tụng, spendete ihm am 15. August 1994 desselben Jahres die Bischofsweihe; Mitkonsekratoren waren Barthélémy Nguyễn Sơn Lâm PSS, Bischof von Thanh Hóa, und Paul Nguyên Van Hòa, Bischof von Nha Trang. 
Am 21. Januar 2006 nahm Papst Benedikt XVI. seinen altersbedingten Rücktritt an. Er starb im deutsch-vietnamesischen Krankenhaus in Hanoi.